# Statut kaliski

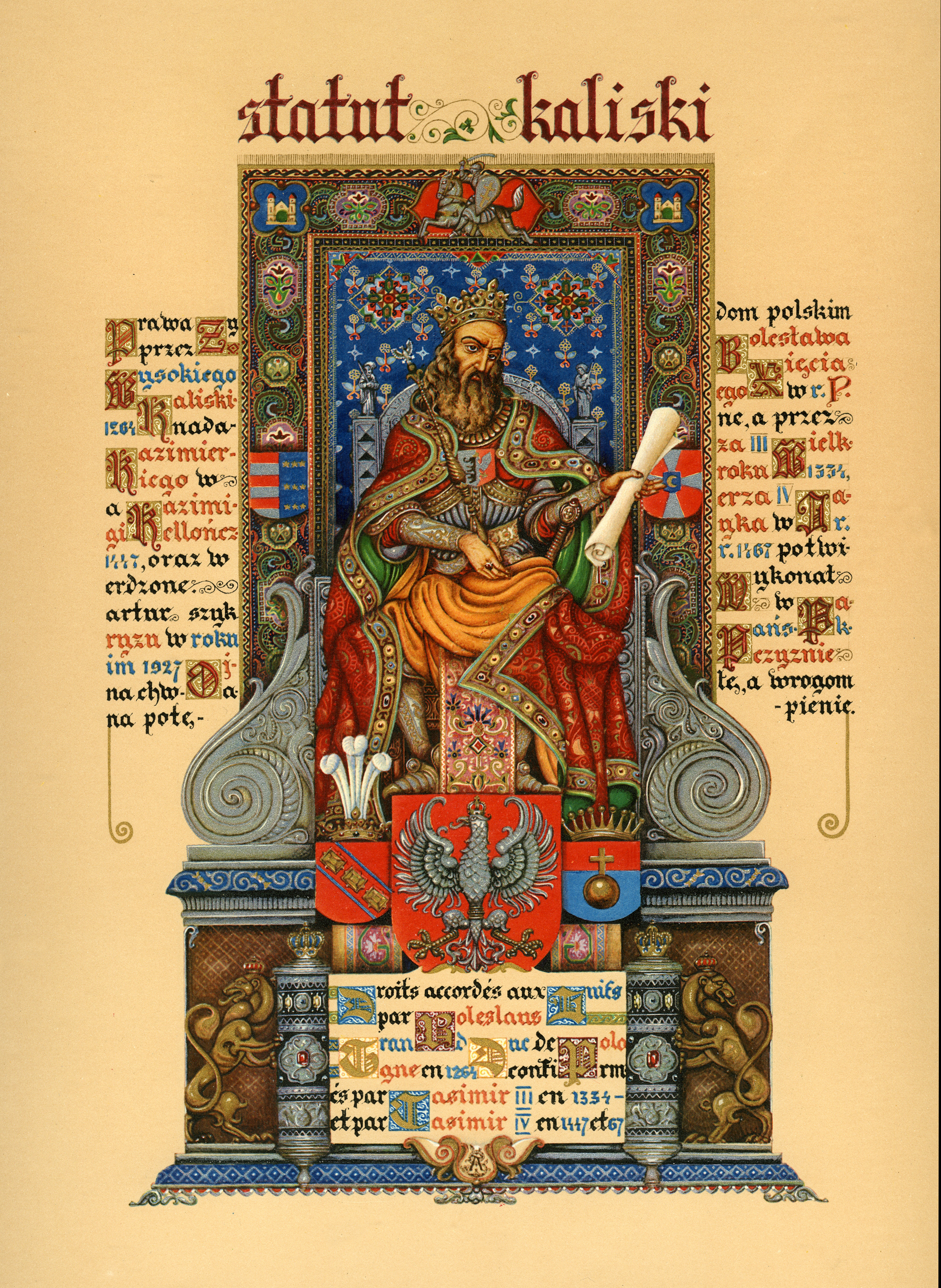
Artur Szyk, Statut kaliski, 1928

Statut kaliski (również przywilej kaliski) – przywilej dla Żydów wydany przez księcia wielkopolskiego Bolesława Pobożnego 16 sierpnia 1264 w Kaliszu; potwierdzony przez Kazimierza III Wielkiego w 1334 i rozszerzony na całą Koronę Królestwa Polskiego; ogłoszony drukiem w Statucie Łaskiego (1506).

## Charakterystyka
Statut stał się bazą dla położenia Żydów w Polsce, a w późniejszym czasie także dla powstania częściowo autonomicznej wspólnoty żydowskiej w Polsce. Zagwarantował on Żydom istnienie sądów żydowskich i osobnych sądów dla spraw, w których brali udział zarówno Żydzi, jak i chrześcijanie. Dodatkowo zapewniał on wolność osobistą i bezpieczeństwo Żydom, włączając w to swobodę wyznania, podróżowania i handlu. Postanowienia statutu zostały potwierdzone m.in. przez kolejnych królów Polski: Kazimierza III Wielkiego w 1334, Kazimierza IV Jagiellończyka w 1453, Zygmunta I Starego w 1539, Stanisława Augusta Poniatowskiego w 1765.
W artykule z 1880 roku Przywilej żydowski Bolesława i jego potwierdzenia historyk Romuald Hube stwierdził, że 36-punktowa wersja dokumentu została sfałszowana w czasach Kazimierza Jagiellończyka. Pogląd ten jest odosobniony i nie znajduje potwierdzenia u współczesnych historyków.

## 36 punktów wchodzących w skład Statutu kaliskiego
1. Kiedy jest sprawa przeciwko Żydowi, nie może przeciw niemu świadczyć chrześcijanin sam, lecz razem z innym Żydem.
2. Kiedy chrześcijanin pozywa na Żyda o zastaw, Żyd zaś utrzymuje, że żadnego nie wziął, wtedy Żyd przysięgą się uwolni.
3. Kiedy chrześcijanin utrzymuje, że na zastaw od Żyda mniej pieniędzy otrzymał, aniżeli Żyd teraz żąda, Żyd przysięgą dowód złoży.
4. Kiedy Żyd, nie mając świadków, utrzymuje, że chrześcijanin zastaw wypożyczył, chrześcijanin się odprzysięże.
5. Prócz rzeczy kościelnych i krwią zabarwionych wolno Żydom wszystko brać w zastaw.
6. A gdyby zastaw jaki był kradziony, Żyd się odprzysięże, że o kradzieży nie wiedział, a chrześcijanin winien mu kapitał na zastaw ten wypożyczony z procentem zapłacić.
7. Kiedy zastaw chrześcijanina przez ogień lub kradzież u Żyda zginie, Żyd od nalegającego chrześcijanina przysięgą się uwolni.
8. Żydzi w sporach swoich (tj. między sobą) wyłączeni są spod sądów miejskich; zostają pod opieką króla lub wojewody.
9. Za zranienie Żyda słuszna kara i koszta kuracji.
10. Za zabicie Żyda słuszna kara i konfiskata majątku.
11. Za uderzenie Żyda kara zwyczajna w kraju.
12. Żydzi ceł większych od mieszczan nie płacą.
13. Od przewożonych zmarłych nic nie płacą.
14. Chrześcijanin niszczący cmentarz oprócz kary zwyczajnej majątek traci.
15. Rzucający kamieniem na szkołę Żydowską odda wojewodzie dwa funty pieprzu.
16. Gdy Żyd u swojego sędziego ulegnie karze, która się wandel nazywa, zapłaci mu funt pieprzu. (Wandel – wina pieniężna.)
17. Gdy Żyd raz i drugi od swego sędziego zapozwany, nie stawi się, zapłaci karę zwyczajną, gdy się trzeci raz nie stawi, zapłaci karę stosunkowo wyższą.
18. Za zranienie Żyda Żyd płaci karę zwyczajną.
19. Przysięga na dziesięć przykazań nie powinna być Żydowi naznaczoną, tylko o wartość przechodzącą szacunek 50 grzywien srebra, a w mniejszych rzeczach przed szkołą przysięgać będzie.
20. Gdyby dowodów nie było, kto zabił Żyda, my Żydom damy przeciw podejrzanym prawną opiekę.
21. Za gwałt na Żydzie wyrządzony, chrześcijanin będzie karany podług prawa ziemskiego.
22. Sędzia Żydowski żadnej sprawy przed sąd nie wytoczy, jeżeli do tego przez skargę strony spowodowany nie będzie.
23. Gdy chrześcijanin odbierze dany Żydowi zastaw, a procentu nie zapłaci w ciągu miesiąca, przybywa procent od procentu.
24. U Żyda nikt na kwaterze być nie ma.
25. Nie wolno jest Żydom wypożyczać pieniądze na dobra nieruchome.
26. Odwodzenie dziecka Żydowskiego, jako kradzież uważane będzie.
27. Zastaw gdy rok i dzień u Żyda pozostaje, staje się jego własnością.
28. W dnie świąt swoich Żydzi nie mogą być przymuszani do oddawania zastawu.
29. Zastawy od nich gwałtem biorący ściągnie na siebie karę.
30. Nie wolno Żydów oskarżać o używanie krwi chrześcijańskiej.
31. Występki Żydów w ich szkołach sądzone być mają.
32. W jakiej monecie Żyd pożyczał, w takiej żądać może oddania długu z należnym procentem.
33. Konie Żydzi w zastaw tylko we dnie brać mogą.
34. Mincarzom nie wolno chwytać Żydów pod pretekstem, że fałszują pieniądze.
35. W gwałcie nocnym sąsiedzi Żydowi pomoc dać winni pod karą 30 szelągów.
36. Wolno jest Żydom wszystkie towary kupować, chleba i innych żywności dotykać się.

Źródło: info.kalisz.pl